# Cyprinodon salinus salinus
Cyprinodon salinus salinus is een ondersoort van de straalvinnige vissen uit de familie van de eierleggende tandkarpers (Cyprinodontidae). De wetenschappelijke naam van de soort is voor het eerst geldig gepubliceerd in 1943 door Miller.